# La notte del piacere
La notte del piacere (Fröken Julie) è un film del 1951 diretto da Alf Sjöberg e interpretato da Anita Björk e Ulf Palme, quinto adattamento del dramma La signorina Julie di August Strindberg dopo le versioni mute del 1912, 1919 e 1922 e dopo El pecado de Julia del 1946 dell'italo-argentino Mario Soffici.
È stato proiettato in anteprima alla 4ª edizione del Festival di Cannes, aggiudicandosi il Grand Prix come miglior film ex aequo con Miracolo a Milano di Vittorio De Sica.
Nel film compaiono un giovane Max von Sydow, che aveva esordito due anni prima sempre con Alf Sjöberg, e la allora sedicenne Bibi Andersson (non accreditata), che diciotto anni dopo interpreterà il ruolo della protagonista nel film per la televisione Fröken Julie di Keve Hjelm.

## Trama
Durante una festa del solstizio d'estate, la contessina Giulia seduce il cocchiere Jean e i due passano insieme la notte raccontandosi i propri sogni e desideri. L'infanzia di Giulia è stata segnata da una madre anticonformista e dall'educazione repressiva del padre, il conte Carl, mentre Jean ha sempre ammirato da lontano la "padroncina" senza riuscire mai ad avvicinarla. I due amanti progettano di fuggire in Svizzera, ma Giulia si rende conto che la relazione tra un servo e un'aristocratica non potrà mai essere accettata dalla società che li circonda. Dopo un litigio con Jean, di nuovo sola la giovane pone fine alla sua esistenza recidendosi la gola con un rasoio.

## Produzione
Le riprese iniziarono il 28 aprile 1950 e terminarono il 18 luglio. Oltre che negli studi AB Sandrew-Ateljéerna di Stoccolma, il film fu girato a Sandemar e Dalarö, località nel comune di Haninge, e presso il lago Drevviken. Tra le altre location figurano il castello di Stora Väsby, la chiesa di Östra Ryds nel comune di Österåker e il castello di Drottningholm nel comune di Ekerö.

## Distribuzione
Dopo l'anteprima del 6 aprile 1951 al Festival di Cannes e la proiezione al Festival di Berlino, il film è stato distribuito in Francia a partire dal 28 giugno. In seguito ha partecipato al Festival Internacional de Cine de Punta del Este (1952) e al Festival internazionale del cinema di Mar del Plata (12 marzo 1954). In Italia uscì nelle sale cinematografiche solo nel 1965.

### Date di uscita
- Francia (Mademoiselle Julie) – 28 giugno 1951
- Svezia (Fröken Julie) – 30 luglio 1951
- Finlandia (Neiti Julie) – 26 ottobre 1951
- Germania Ovest (Fräulein Julie) – 30 novembre 1951
- Danimarca (Frøken Julie) – 14 gennaio 1952
- Stati Uniti (Miss Julie) – 7 aprile 1952
- Giappone (Reijo Jurii) – 6 agosto 1952
- Australia (Miss Julie) – 10 ottobre 1952
- Austria (Fräulein Julie) – Gennaio 1953
- Portogallo (Panna Julia) – 13 luglio 1953
- Argentina (La señorita Julia) – 27 aprile 1954
- Spagna (La señorita Julie) – 1º luglio 1968

## Critica
Il regista e storico del cinema Peter von Bagh ha definito La notte del piacere il film più importante di Alf Sjöberg, che a suo avviso è riuscito a «cogliere il nocciolo essenziale del dramma di Strindberg: quel furore schizofrenico che porta i protagonisti a cercare la gioia di vivere nelle lotte violente e crudeli... Sjöberg adatta il testo scegliendo una soluzione formale che farà scuola, citata a lungo nei manuali sul linguaggio del cinema. I flashback che accompagnano le relazioni fra Julie e Jean, ma anche le ipotesi future che porteranno al culmine drammatico, sono rappresentati sullo stesso livello di realtà. Presente, passato e futuro trovano posto contemporaneamente all'interno della stessa inquadratura: per esempio, possiamo vedere in primo piano Julie adulta e sullo sfondo la sua figura da bambina».

## Riconoscimenti
- Festival di Cannes 1951
Grand Prix a Alf Sjöberg (ex aequo con Miracolo a Milano di Vittorio De Sica)
- Festival internazionale del cinema di Berlino 1951
Candidatura all'Orso d'oro a Alf Sjöberg
- BAFTA Awards 1952
Candidatura per il miglior film internazionale
- Festival Internacional de Cine de Punta del Este 1952
Premio della critica per il miglior regista a Alf Sjöberg
Premio della critica per la migliore fotografia a Göran Strindberg